# Гштад
Гштад (нем. Gstaad) — деревня в кантоне Берн (Швейцария), входящая в муниципальные границы коммуны Занен. Горнолыжный курорт международного класса.

## География
Гштад расположен на стыке четырёх горных регионов, на границе между Бернским Оберландом и регионом Во, в 80 километрах от Берна и в 120 километрах от Женевы. Гштад и Занен связаны с другими регионами страны железнодорожными маршрутами через Цвайзиммен и Монтрё.
Центральная часть Гштада, так называемый Променад, с 1997 года закрыта для движения автотранспорта.
| Климатограмма Гштада                                                       | Климатограмма Гштада | Климатограмма Гштада | Климатограмма Гштада | Климатограмма Гштада | Климатограмма Гштада | Климатограмма Гштада | Климатограмма Гштада | Климатограмма Гштада | Климатограмма Гштада | Климатограмма Гштада | Климатограмма Гштада |
| -------------------------------------------------------------------------- | -------------------- | -------------------- | -------------------- | -------------------- | -------------------- | -------------------- | -------------------- | -------------------- | -------------------- | -------------------- | -------------------- |
| Я                                                                          | Ф                    | М                    | А                    | М                    | И                    | И                    | А                    | С                    | О                    | Н                    | Д                    |
| 105 1 −9                                                                   | 106 3 −8             | 101 6 −5             | 95 10 −1             | 118 15 3             | 148 18 6             | 128 21 8             | 147 20 8             | 99 18 5              | 95 13 1              | 115 7 −4             | 123 2 −8             |
| Температура в °C • Сумма осадков в мм Источник: meteoswiss.admin.ch (нем.) |                      |                      |                      |                      |                      |                      |                      |                      |                      |                      |                      |

## История
В X веке нашей эры земли, где сейчас расположен Гштад, были частью Бургундского королевства. С XI века до 1555 года они были владениями графов Грейерцов, первый из которых, Вильгельм I, родился во второй половине XI века. В 1246 году Грейерцы стали вассалами Савойи и продолжали ими оставаться до 1546 года.
Расцвет региона приходится на XV век, но после 1500 года графство переживает финансовые проблемы, земли распродаются по частям и в 1554 году Грейерцы объявляются банкротами. Земли вокруг Занена попали под контроль Берна.

## Индустрия туризма
Туризм в Гштаде берёт своё начало в 1577 году, когда там была построена первая гостиница. Крупнейший из ныне действующих отелей «Gstaad Palace» открылся в 1913 году.
Рядом с деревней расположены многочисленные горнолыжные трассы общей протяжённостью 250 километров, оборудованные тремя фуникулёрами, ведущими в сам Гштад, и 61 подъёмником. Кроме того, вокруг деревни проложено около ста километров трасс для лыжных гонок и действует центр сноубординга.
Гости Гштада приглашаются посетить ландшафтный музей и историческую деревню в Занене, некоторые дома в которой относятся к концу XVI века, а также краеведческий музей в Цвайзиммене.
Гштад считается одним из самых престижных центров зимнего отдыха, который посещают короли, кинозвёзды и крупные бизнесмены. Среди регулярных посетителей Гштада — принц Чарльз, Майкл Джексон, Элизабет Тейлор, Роман Полански, Кофи Аннан, Маргарет Тэтчер, Мухаммед Реза Пехлеви. В 1980 году на своей вилле в Гштаде была задушена вдова художника Василия Кандинского. 
Согласно Ski Property Index 2020, в Гштаде была зафиксирована самая высокая цена жилья на горнолыжных курортах — 32 900 евро за м².

### Культура и спорт
В Гштаде проводятся многочисленные фестивали и спортивные соревнования, среди которых Всемирный фестиваль воздухоплавания, фестиваль классической музыки «Menuhin Festival», фестиваль музыки кантри, открытый теннисный турнир «Allianz Suisse Open Gstaad», международный турнир по поло «Hublot Polo Gold Cup» и турнир по пляжному волейболу «1to1 energy Grand Slam».
В Гштаде снималась часть голливудского фильма «Возвращение Розовой пантеры», болливудского фильма «Непохищенная невеста».
Зимой в Гштад переезжает знаменитая частная школа Institut Le Rosey, называемая «школой королей».